# Satakunta (històrica)

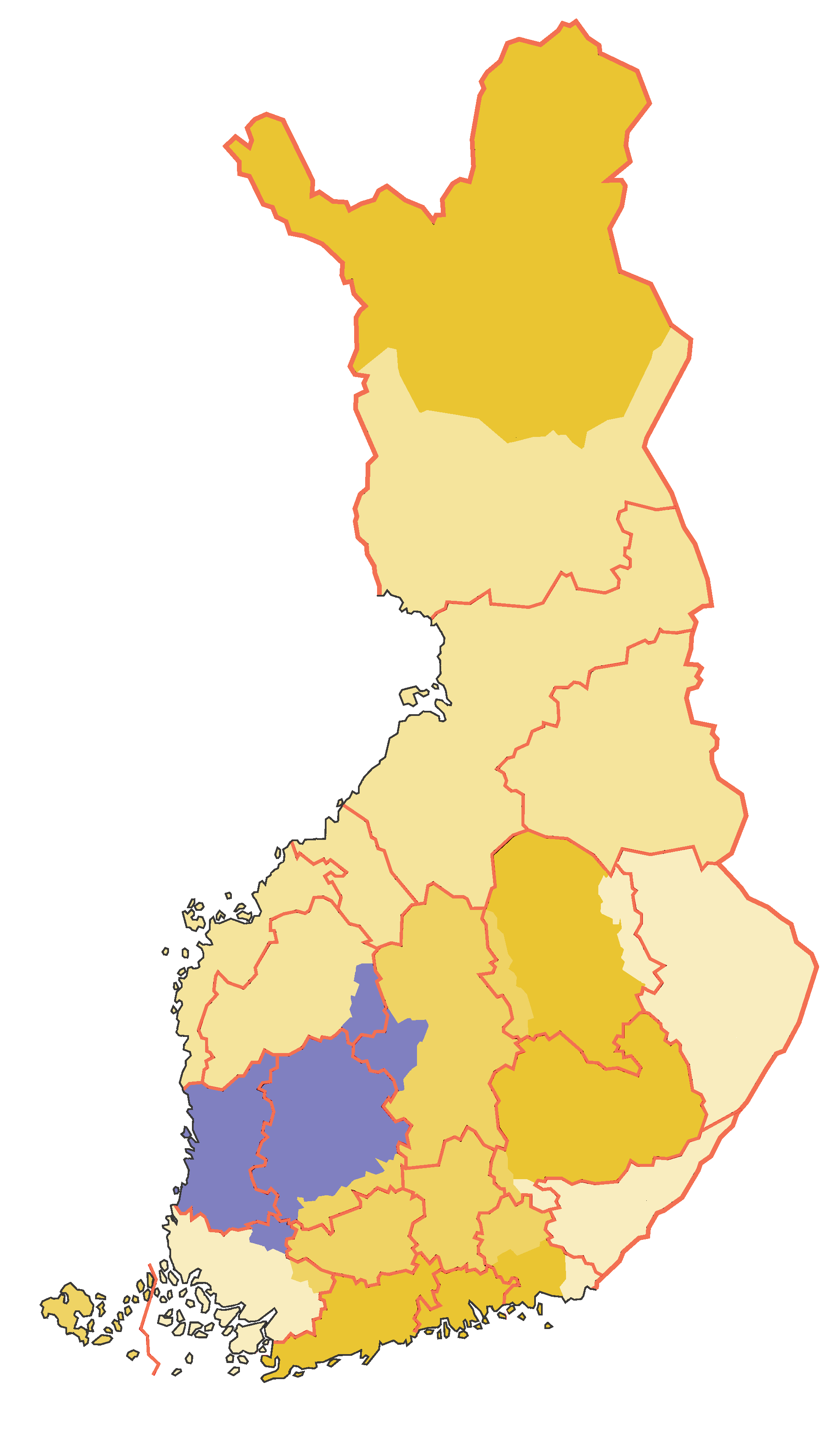
Província històrica de Satakunta

Escut

Satakunta (llatí Finnia Septentrionalis o Satagundia) és una província històrica de Finlàndia. Limitava amb la Finlàndia Genuïna, Tavastia i Ostrobòtnia, així com amb el Golf de Bòtnia.
La Satakunta històrica es troba a les àrees de la moderna província de Satakunta i la majoria de Pirkanmaa, així com a petites àrees de Finlàndia Central i Ostrobòtnia del Sud.